# 13761 Dorristaylor
13761 Dorristaylor eller 1998 SA130 är en asteroid i huvudbältet som upptäcktes den 26 september 1998 av LINEAR i Socorro County, New Mexico. Den är uppkallad efter Dorris Taylor.
Den tillhör asteroidgruppen Nysa.